# Atletica leggera ai Giochi della XIX Olimpiade - 1500 metri piani

Video della Finale

I 1500 metri piani hanno fatto parte del programma maschile di atletica leggera ai Giochi della XIX Olimpiade. La competizione si è svolta nei giorni 18-20 ottobre 1968 allo Stadio Olimpico Universitario di Città del Messico.

## L'eccellenza mondiale
| Campione olimpico 1964   | 3'38"1      | Peter Snell  | Rit. 1964 |
| Campione europeo 1966    | 3'41"9      | Bodo Tümmler | Presente  |
| Primatista mondiale      | 3'33"1 1967 | Jim Ryun     | Presente  |
| Vincitore dei Trials USA | 3'49"0      | Jim Ryun     | Presente  |

## Risultati

### Turni eliminatori
| 5 Batterie   | 18 ottobre | 55 iscritti    | Si qualificano i primi 5 tranne in una (primi 4). |
| 2 Semifinali | 19 ottobre | 12 + 12        | Si qualificano i primi 6.                         |
| Finale       | 20 ottobre | 12 concorrenti |                                                   |

### Batterie
| Pos. | Atleta          | Nazione        | Tempo ufficiale | Tempo elettrico | Nota |
| ---- | --------------- | -------------- | --------------- | --------------- | ---- |
| 1    | Kipchoge Keino  | Kenya          | 3'46"9          | 3'46"96         | Q    |
| 2    | Bodo Tümmler    | Germania Ovest | 3'51"5          | 3'51"59         | Q    |
| 3    | John Boulter    | Gran Bretagna  | 3'51"6          | 3'51"63         | Q    |
| 4    | Jorge Grosser   | Cile           | 3'51"7          | 3'51"79         | Q    |
| 5    | Franco Arese    | Italia         | 3'51"8          | 3'51"86         | Q    |
| 6    | Dave Bailey     | Canada         | 3'52"1          | 3'52"11         |      |
| 7    | Róbert Honti    | Ungheria       | 3'54"9          | 3'54"95         |      |
| 8    | Rudolf Klaban   | Austria        | 3'59"1          | 3'59"11         |      |
| 9    | Julio Quevedo   | Guatemala      | 4'03"1          | 4'03"13         |      |
| 10   | Édouard Sagna   | Senegal        | 4'04"1          | 4'04"12         |      |
| 11   | Emilio Barahona | Honduras       | 4'56"0          | 4'56"08         |      |

| Pos. | Atleta               | Nazione         | Tempo ufficiale | Tempo elettrico | Nota |
| ---- | -------------------- | --------------- | --------------- | --------------- | ---- |
| 1    | Tom Von Ruden        | Stati Uniti     | 3'59"1          | 3'59"15         | Q    |
| 2    | André Dehertoghe     | Belgio          | 3'59"3          | 3'59"33         | Q    |
| 3    | Henryk Szordykowski  | Polonia         | 3'59"3          | 3'59"34         | Q    |
| 4    | Claude Nicolas       | Francia         | 3'59"3          | 3'59"35         | Q    |
| 5    | Arnd Krüger          | Germania Ovest  | 3'59"3          | 3'59"40         | Q    |
| 6    | Renzo Finelli        | Italia          | 3'59"5          | 3'59"51         |      |
| 7    | Ove Berg             | Svezia          | 4'00"4          | 4'00"42         |      |
| 8    | Tom Hansen           | Danimarca       | 4'01"4          | 4'01"47         |      |
| 9    | Ramasamy Subramaniam | Malaysia        | 4'06"4          | 4'06"49         |      |
| 10   | Miguel Núñez         | Rep. Dominicana | 4'23"6          | 4'23"67         |      |

| Pos. | Atleta           | Nazione          | Tempo ufficiale | Tempo elettrico | Nota |
| ---- | ---------------- | ---------------- | --------------- | --------------- | ---- |
| 1    | Ben Jipcho       | Kenya            | 3'46"4          | 3'46"51         | Q    |
| 2    | Oleg Rayko       | Unione Sovietica | 3'46"8          | 3'46"84         | Q    |
| 3    | Harald Norpoth   | Germania Ovest   | 3'46"9          | 3'47"00         | Q    |
| 4    | Josef Odložil    | Cecoslovacchia   | 3'47"4          | 3'47"49         | Q    |
| 5    | Jacky Boxberger  | Francia          | 3'47"5          | 3'47"55         | Q    |
| 6    | José Neri        | Messico          | 3'47"5          | 3'47"88         |      |
| 7    | Jorge González   | Spagna           | 3'50"4          | 3'50"49         |      |
| 8    | Ioannis Virvilis | Grecia           | 3'55"5          | 3'55"57         |      |
| 9    | Xaver Frick, Jr. | Liechtenstein    | 4'15"3          | 4'15"38         |      |
| 10   | Alfredo Cubías   | El Salvador      | 4'32"5          | 4'32"58         |      |

| Pos. | Atleta           | Nazione       | Tempo ufficiale | Tempo elettrico | Nota |
| ---- | ---------------- | ------------- | --------------- | --------------- | ---- |
| 1    | Jim Ryun         | Stati Uniti   | 3'45"7          | 3'45"80         | Q    |
| 2    | Hamadi Haddou    | Marocco       | 3'47"0          | 3'47"01         | Q    |
| 3    | Edgard Salvé     | Belgio        | 3'47"1          | 3'47"17         | Q    |
| 4    | Arne Kvalheim    | Norvegia      | 3'47"4          | 3'47"50         | Q    |
| 5    | Norm Trerise     | Canada        | 3'47"6          | 3'47"67         | Q    |
| 6    | Gianni Del Buono | Italia        | 3'48"4          | 3'48"41         |      |
| 7    | Peter Watson     | Australia     | 3'55"4          | 3'55"41         |      |
| 8    | Maurice Benn     | Gran Bretagna | 3'56"4          | 3'56"43         |      |
| 9    | Pekka Vasala     | Finlandia     | 4'08"5          | 4'08"51         |      |
| 10   | Willie Ríos      | Porto Rico    | 4'14"4          | 4'14"47         |      |
| 11   | Jeff Payne       | Bermuda       | 4'18"9          | 4'18"92         |      |

| Pos. | Atleta              | Nazione          | Tempo ufficiale | Tempo elettrico | Nota |
| ---- | ------------------- | ---------------- | --------------- | --------------- | ---- |
| 1    | Marty Liquori       | Stati Uniti      | 3'52"7          | 3'52"78         | Q    |
| 2    | Hansrüedi Knill     | Svizzera         | 3'52"8          | 3'52"87         | Q    |
| 3    | John Whetton        | Gran Bretagna    | 3'53"0          | 3'53"04         | Q    |
| 4    | Ahmed Issa          | Ciad             | 3'53"1          | 3'53"13         | Q    |
| 5    | Mikhail Zhelobovsky | Unione Sovietica | 3'53"2          | 3'53"23         | Q    |
| 6    | Matias Habtemichael | Etiopia          | 3'53"2          | 3'53"27         |      |
| 7    | Anders Gärderud     | Svezia           | 3'54,2          | 3'54,28         |      |
| 8    | Byron Dyce          | Giamaica         | 3'54"6          | 3'54"65         |      |
| 9    | Jerzy Maluśki       | Polonia          | 3'54"8          | 3'54"83         |      |
| 10   | Frank Murphy        | Irlanda          | 3'54"8          | 3'54"85         |      |
| 11   | Rudi Simon          | Belgio           | 4'06"9          | 4'06"97         |      |
| 12   | Arturo Córdoba      | Honduras         | 5'18"9          | 5'18"92         |      |

### Semifinali
| Pos. | Atleta              | Nazione          | Tempo ufficiale | Tempo elettrico | Nota |
| ---- | ------------------- | ---------------- | --------------- | --------------- | ---- |
| 1    | Bodo Tümmler        | Germania Ovest   | 3'53"6          | 3'53"66         | Q    |
| 2    | Jacky Boxberger     | Francia          | 3'53"9          | 3'54"00         | Q    |
| 3    | Tom Von Ruden       | Stati Uniti      | 3'54"1          | 3'54"12         | Q    |
| 4    | Henryk Szordykowski | Polonia          | 3'54"2          | 3'54"24         | Q    |
| 5    | Harald Norpoth      | Germania Ovest   | 3'54"3          | 3'54"34         | Q    |
| 6    | Ben Jipcho          | Kenya            | 3'54"6          | 3'54"69         | Q    |
| 7    | Franco Arese        | Italia           | 3'54"8          | 3'54"85         |      |
| 8    | Arne Kvalheim       | Norvegia         | 3'55"3          | 3'55"32         |      |
| 9    | John Boulter        | Gran Bretagna    | 3'56"1          | 3'56"13         |      |
| 10   | Edgard Salvé        | Belgio           | 3'58"1          | 3'58"16         |      |
| 11   | Mikhail Zhelobovsky | Unione Sovietica | 3'59"0          | 3'59"08         |      |
| 12   | Hamadi Haddou       | Marocco          | 4'01"6          | 4'01"70         |      |

| Pos. | Atleta           | Nazione          | Tempo ufficiale | Tempo elettrico | Nota |
| ---- | ---------------- | ---------------- | --------------- | --------------- | ---- |
| 1    | Jim Ryun         | Stati Uniti      | 3'51"2          | 3'51"25         | Q    |
| 2    | Kipchoge Keino   | Kenya            | 3'51"4          | 3'51"50         | Q    |
| 3    | John Whetton     | Gran Bretagna    | 3'52"0          | 3'52"05         | Q    |
| 4    | Marty Liquori    | Stati Uniti      | 3'52"1          | 3'52"17         | Q    |
| 5    | Josef Odložil    | Cecoslovacchia   | 3'52"5          | 3'52"53         | Q    |
| 6    | André Dehertoghe | Belgio           | 3'52"5          | 3'52"57         | Q    |
| 7    | Oleg Rayko       | Unione Sovietica | 3'52"7          | 3'52"73         |      |
| 8    | Ahmed Issa       | Ciad             | 3'53"2          | 3'53"26         |      |
| 9    | Hansrüedi Knill  | Svizzera         | 3'53"6          | 3'53"65         |      |
| 10   | Norm Trerise     | Canada           | 3'57"2          | 3'57"30         |      |
| 11   | Claude Nicolas   | Francia          | 4'04"4          | 4'04"47         |      |
| 12   | Arnd Krüger      | Germania Ovest   | 4'05"3          | 4'05"40         |      |
| -    | Jorge Grosser    | Cile             |                 |                 | Rit. |

### Finale
Il keniota Kipchoge Keino ha già corso 10.000 e 5.000. Non essendo ancora riuscito a vincere l'oro, decide di puntare il tutto per tutto. Può contare sull'aiuto del connazionale Ben Jipcho. È infatti l'altro keniota a mettersi subito alla testa del gruppo, imponendo un ritmo elevatissimo: solo il tedesco occidentale Harald Norpoth prova a inseguirlo, mentre Keino si mantiene in terza posizione. Il passaggio ai 400 metri è in 56" netti. Ai 700 metri Keino passa a condurre. Agli 800 il tempo è di 1'55"3 e il keniota ha un vantaggio di oltre 2" sugli inseguitori, capeggiati dal campione europeo Tümmler mentre il primatista mondiale Jim Ryun segue in quinta posizione. Quando l'americano decide di far partire l'allungo è troppo tardi. Supera gli avversari, ma non avvicina Keino, che riesce anzi ad aumentare il proprio vantaggio. Vince di quasi 3 secondi con il nuovo record olimpico.
| Pos.    | Atleta              | Età | Nazione        | Tempo ufficiale | Tempo elettrico | Nota            |
| ------- | ------------------- | --- | -------------- | --------------- | --------------- | --------------- |
| Oro     | Kipchoge Keino      | 28  | Kenya          | 3'34"9          | 3'34"91         | Record olimpico |
| Argento | Jim Ryun            | 21  | Stati Uniti    | 3'37"8          | 3'37"89         |                 |
| Bronzo  | Bodo Tümmler        | 24  | Germania Ovest | 3'39"0          | 3'39"08         |                 |
| 4       | Harald Norpoth      | 26  | Germania Ovest | 3'42"5          | 3'42"57         |                 |
| 5       | John Whetton        | 27  | Gran Bretagna  | 3'43"8          | 3'43"90         |                 |
| 6       | Jacky Boxberger     | 19  | Francia        | 3'46"6          | 3'46"65         |                 |
| 7       | Henryk Szordykowski | 24  | Polonia        | 3'46"6          | 3'46"69         |                 |
| 8       | Josef Odložil       | 29  | Cecoslovacchia | 3'48"6          | 3'48"69         |                 |
| 9       | Tom Von Ruden       | 24  | Stati Uniti    | 3'49"2          | 3'49"27         |                 |
| 10      | Ben Jipcho          | 25  | Kenya          | 3'51"2          | 3'51"22         |                 |
| 11      | André Dehertoghe    | 27  | Belgio         | 3'53"6          | 3'53"63         |                 |
| 12      | Marty Liquori       | 19  | Stati Uniti    | 4'18"2          | 4'18"22         |                 |